# Népszínház Erdélyben
A népszínház Erdélyben csak a 20. század második felében jelent meg. Eleinte a „népszínház” elnevezést az az olyan amatőr társulatok érdemelték ki, amelyek az átlagosnál jobb erőkkel rendelkeztek, igényesebben válogatták ki az előadandó darabokat és folyamatos volt a tevékenységük. Amolyan középső lépcsőfokot jelentett az öntevékeny műkedvelő csoportok és a hivatásos színi együttesek között. Az 1989-es romániai forradalmat követően a hivatásos társulatok esetében is beszélhetünk népszínházi törekvésekről, gyakran mint a művészszínházi törekvések ellenpárjáról, feltételezve a két törekvés kibékíthetetlen ellentétét.

## Magyar népszínházak a világban
A pesti Népszínház a budapesti Nemzeti Színházból kivált zenés színházi műfaj, a népszínművek, operettek előadására vállalkozott együttes, amely 1875-ben nyitotta meg önálló, új épületét a mai Blaha Lujza téren. Első igazgatója a felépítést kezdeményező Rákosi Jenő volt, kiválóságai közé tartozott az évek során Blaha Lujza, Tamássy József, Küry Klára. 1908-ban a Nemzeti Színház költözött falai közé, az épületet pedig az 1960-as években lebontották. Budapesten 1978 után a falujáró Déryné Színház és a 25. Színház összevonásából keletkezett új társulat is a Népszínház nevet vette fel.
A Népszínház címet viselte 1936 és 1946 között a New York-i Magyar Színpad kamaraszínháza is, amely csaknem kizárólag operetteket játszott.

## Népszínház Erdélyben 1989-ig
Erdélyben a 19. század utolsó negyedében és a 20. század első felében a hivatalos társulatok egyike sem engedhetett meg magának olyan fokú szakosodást, mint a világvárosi együttesek. Itt a színházak általában sokszínű, változatos játékrendre törekedtek, amely magába foglalja mind a nevelve szórakoztató eredeti drámairodalom legjobb honi és világirodalmi alkotásait, mind a kifejezetten szórakoztató, gondűző, könnyed színműveket.
A 20. század második felében, főleg az 1960-as évektől kezdve nem a játékrend jellege, a műsor gerincét alkotó művek műfaji sajátossága alapján mondtak „népszínház”-nak egy társulatot, hanem az együttes szakmai színvonala szerint. A népszínház nevet az az amatőr társulat érdemelte ki, amely az átlagosnál jobb erőkkel rendelkezett, igényesebben válogatta ki az előadandó darabokat és folyamatos volt a tevékenysége. A „népszínház” elnevezés amolyan középső lépcsőfokot jelentett az öntevékeny műkedvelő csoportok és a hivatásos színi együttesek között.
Tíznél is több ilyen együttes keletkezett Erdélyben ezekben az évtizedekben. Nevezetesebbek: a gyergyószentmiklósi Figura, a székelyudvarhelyi Népszínház és az aradi Periszkóp Népszínház. A Hargita megyei Népi Alkotások Háza keretében Gaál Péter Csütörtök, amikor a legnehezebb c. egyfelvonásos játékát Csíkszeredában mutatta be egy népszínház-alakulat; a darab meg is jelent az Igaz Szóban (1979/5). A gyergyószentmiklósiak Bocsárdi László irányításával főként a nem hagyományos drámák és színjátszási módok iránti fogékonyságukkal váltottak ki elismerést (Jarry Übü király c. darabjának előadásával több díjat nyertek, egyebek között a sepsiszentgyörgyi nemzetiségi színházi kollokvium egyik díját 1992-ben). 
Az együttes és a sepsiszentgyörgyi Állami Színház Tamási Áron Tagozata között utóbb szoros együttműködés alakult ki, közösen állítottak színpadra különböző újabb színpadi szövegeket. A fiatalok nyitottsága frissítőleg hatott a hivatásos társulat tagjaira is. A székelyudvarhelyi Népszínház sokat köszönhet a marosvásárhelyi Szentgyörgyi István Színművészeti Főiskola tanárainak, elsősorban Kovács Leventének, aki számos előadását állította színpadra az 1970-es és az 1980-as években. Az aradi Periszkóp Népszínház együttesének lelke azokban az években Znorovszky Attila. Nevéhez fűződik Kányádi Sándor Kétszemélyes tragédia c. drámájának ősbemutatója s a szöveg akkoriban kötelező engedélyeztetése, aminek eredményeként később hivatásos társulatok is műsorukra tűzhették a darabot (budapesti Várszínház, Temesvári Állami Magyar Színház).

## Népszínház Erdélyben 1989 után
Az 1989-es romániai forradalmat követő időben a népszínházak közé felsorakozott többek közt a dicsőszentmártoni, a kézdivásárhelyi és a lugosi Népszínház, valamint a mákófalvi Kós Károly Népház színköre. A nagyváradi Kortárs Színpad, a kolozsvári Horváth Béla Stúdió-Színpad és a brassói Harag György Színjátszó Csoport nevében ugyan nem szerepel a „népszínház” megjelölés, de változatos és folyamatos tevékenységükkel megérdemlik, hogy a népszínházak sorában tartsuk őket számon.
A hivatásos társulatok esetében is beszélhetünk népszínházi törekvésekről, gyakran mint a művészszínházi törekvések ellenpárjáról, feltételezve a két törekvés kibékíthetetlen ellentétét. Különösen a kolozsvári Magyar Színház műsorpolitikájáról, játékrendjéről az 1990-es években támadt és máig tartó viták alkalmával került sor a fogalmak túlzott sarkítására, holott a drámairodalom és a színjátszó irányzatok sokféleségének körülményei között sem a népszínházi törekvések nem jelenthetik néhány drámatípus kizárólagosságát, a kísérleti jellegű színpadi képsorok vagy különböző avantgárd és neoavantgárd művek, formák és elemek visszautasítását, sem a művészszínházi törekvések nem vezethetnek az ellenkező véglethez, a közönség igényeinek semmibevételéhez. A két törekvés között mindössze alkalmankénti hangsúlybeli különbség vagy időleges fontosságú sorrend lehetséges.
A színházi előadás akkor éri el célját, ha a szó jó értelmében vett korszerű mondandóját művészi eszközökkel, művészi szinten fogalmazza meg, a művészi eszközök viszont pusztán önmagukban, az adott közönség hullámhosszán befogadható mondanivaló nélkül célt tévesztenek. Ez a szabály akár hivatásos, akár népszínházra egyaránt érvényes.